# Cathroé van Metz
Cathroé, ook wel Cadroé, Caddroé, Cadroel of Kaddroe, van Metz (koninkrijk Alba, circa 900 – Metz, 971) was een benedictijner monnik van Schotse origine in de 10e eeuw.
Hij werd abt in de Nederlanden: van de Abdij van Waulsort en nadien van de abdij van Saint-Clément van Metz, vandaar zijn naam. Beide abdijen lagen toen in het hertogdom Lotharingen.

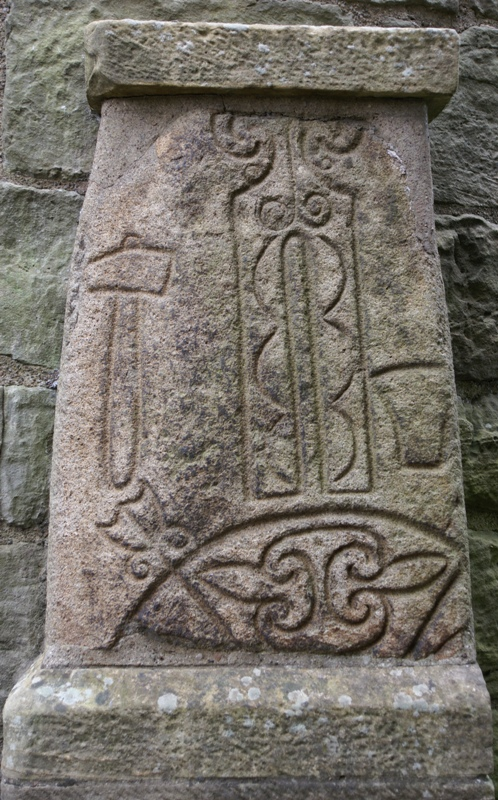
Versiering door Picten aan de vesting van Abernethy

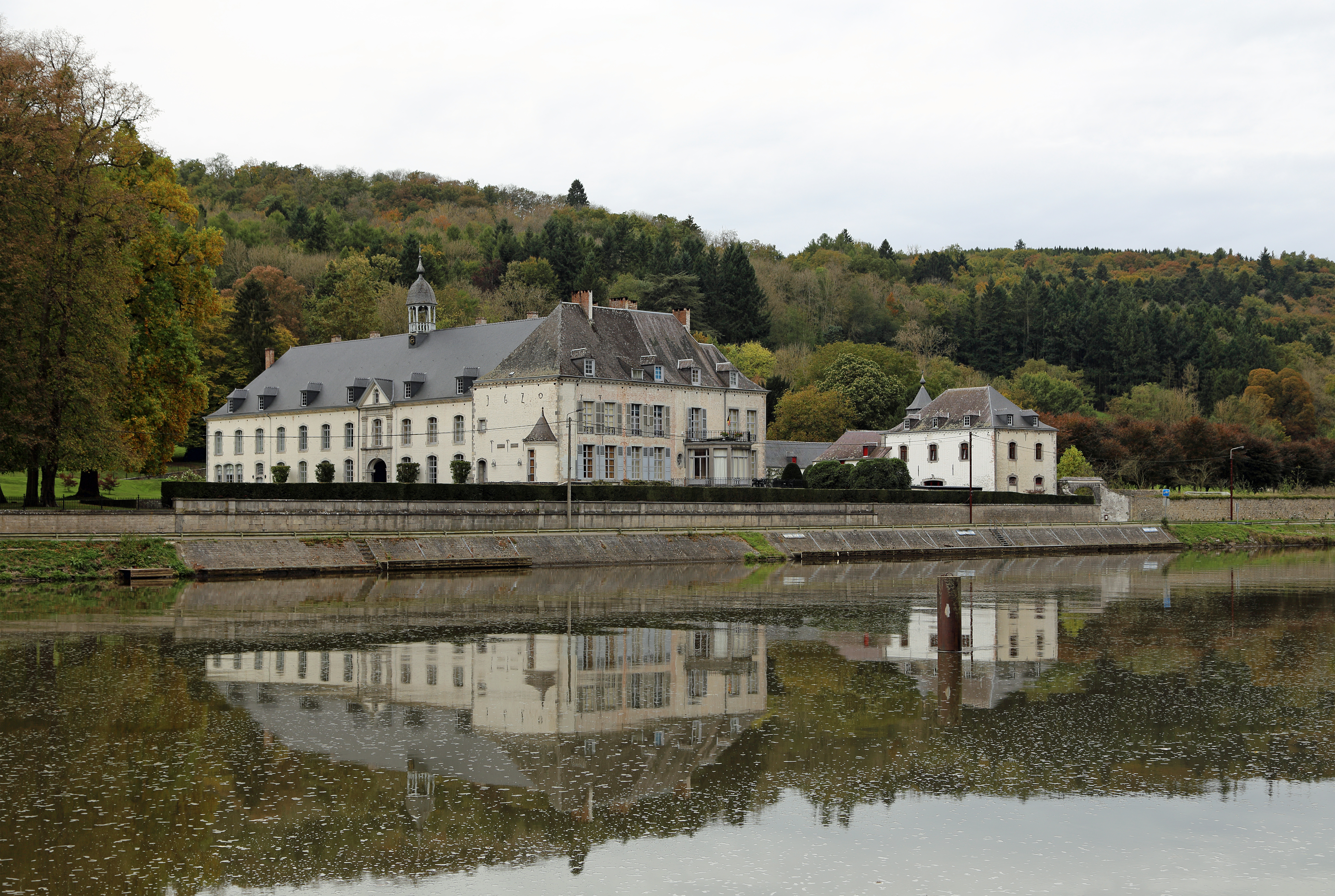
Abdij van Waulsort

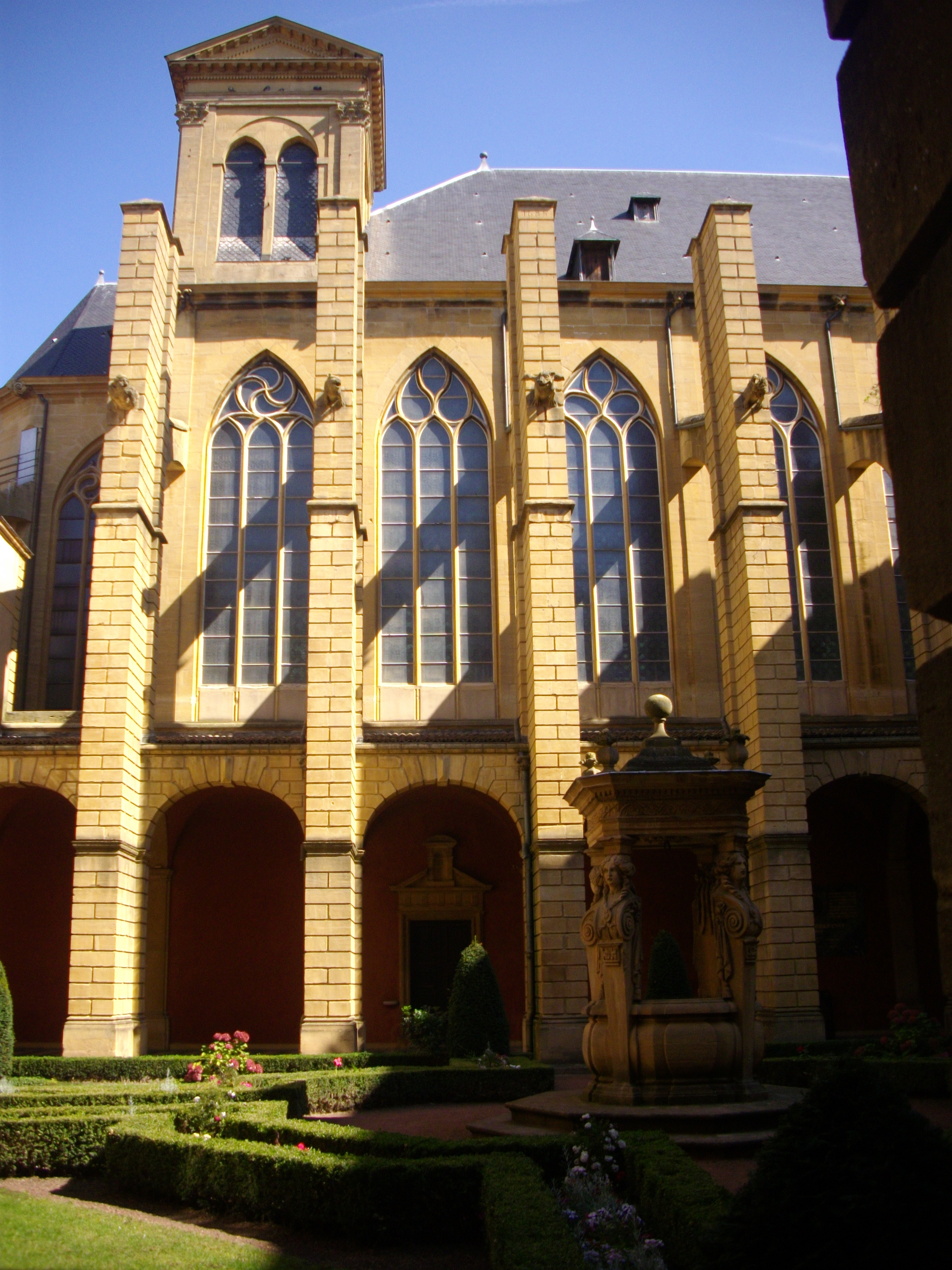
Abdij van Saint-Clément van Metz

## Levensloop
Cathroé werd rond het jaar 900 in Schotland, het toenmalig koninkrijk Alba geboren, als kind in een welgestelde Pictische familie. Zijn ouders waren Fochereach en Bania en zij leefden mogelijks in de streek van Perth. Ondanks die gegoede afkomst werd hij, "na de borstvoeding", afgestaan aan zijn oom, de heilige monnik Beanus. Deze laatste had gedreigd dat het paard van Fochereach zou sterven indien het kind bij de ouders zou blijven. Cathroé werd benedictijner monnik zoals zijn oom. Toen Fochereach en Bania een tweede zoon kregen, werd de band met zijn ouders doorgesneden. Sint Beanus stuurde Cathroé naar Ierland. In Armagh kreeg Cathroé een volledige klerikale opleiding, waaronder een studie van het Latijn. De historicus Dumville meende dat Cathroé tijdens de opleiding in de ban raakte van exotisme: zoals vele Ierse monniken kreeg hij de drang om naar verre oorden op het Europese vasteland te trekken.

### Abernethy
Na zijn studie in Ierland woonde Cathroé enige tijd in de hoofdstad van de Picten, Abernethy, in Schotland. De koning der Picten, Constantin Mac Aeda, kon Cathroé niet overtuigen om definitief te blijven in Schotland. Cathroé had in Ierland de drang gekregen om naar het Europees vasteland te gaan. Ten slotte liet de koning Cathroé vertrekken naar Cumbria, voorzien van proviand, geld en een regiment soldaten. In Cumbria verbleef Cathroé aan het hof van koning Dovenald, zoon van Owain. Volgens de hagiografie was de ontvangst aan het hof hartelijk omdat Cathroé aangetrouwd was aan de koning. Vandaar ging de reis naar Northumbria, dat onder bestuur stond van de Noormannenkoning Erik. De Noormannenkoning kreeg hij weinig te zien. Het reisverhaal van Cathroé vermeldt vooral de Noorse commandant Gunderic.

### Fleury
Verder reisde hij door Kent, over het Kanaal, naar de imposante benedictijnerabdij van Fleury aan de Loire. Kennelijk studeerde hij in Fleury.

### Waulsort
Vanuit Fleury reisde hij door naar Lotharingen, meer bepaald naar Metz. Hier kwam Cathroé onder invloed van bisschop Adalbero van Metz, een centraal figuur in Lotharingen. Cathroé trok in in de pas door Ierse monniken gestichte abdij van Waulsort aan de Maas. Hij was er jarenlang abt.

### Metz
De door de Noormannen vernielde abdij van Sint-Felix van Nola in Metz zelf lag er desolaat bij. Bisschop Adalbero liet verschillende monniken van Waulsort overkomen naar Metz. De vernieuwde abdij droeg voortaan de naam van Saint-Clément van Metz, genoemd naar de eerste bisschop van Metz. Cathroé werd de eerste abt van de vernieuwde abdij. Hij stierf er in 971. In het bisdom Metz wordt hij vereerd als een heilige.

## Vita Kaddroe
De monniken van Saint-Clément schreven zijn levensverhaal op. Dit werk is de Vita Kaddroe of Het leven van Cathroé. Zij deden dit in opdracht van de bisschop van Metz en zij gebruikten hiervoor de verhalen die Cathroé hen verteld had. Vooral het reisverhaal valt op. Dit werk is een van de zeldzaam bewaarde geschriften die een getuigenis geven van het dagelijks leven in Schotland en Engeland van de 10e eeuw. Historici gebruiken het vandaag nog, bijvoorbeeld om uit te maken waar de grens lag tussen Cumbria en Northumbria.